# Doriva (ur. 1987)
Dorival das Neves Ferraz Júnior (ur. 13 kwietnia 1987) – brazylijski piłkarz występujący na pozycji pomocnika.

## Kariera piłkarska
Od 2007 roku występował w Tombense, Bangu AC, Madureira, Skoda Ksanti, Trasiwulos, Anagennisi Karditsa, Criciúma, Figueirense, América, Matsumoto Yamaga FC, Grêmio Novorizontino i Red Bull Brasil.